# باتريك باور
باتريك باور (بالألمانية: Patrick Baur) مواليد 3 مايو 1965 في رادولفتسل، ألمانيا الغربية، هو لاعب كرة مضرب ألماني سابق بدأ مسيرته كمحترف سنة 1986 وكان يلعب باليد اليمنى، اعتزل اللعب في 1997.

## النهائيات

### الفردي (الألقاب 2)
| الحصيلة | الرقم | السنة | الدورة                       | الأرضية | المنافس     | النتيجة       |
| ------- | ----- | ----- | ---------------------------- | ------- | ----------- | ------------- |
| الفوز   | 1.    | 1991  | جواروجا, البرازيل            | صلبة    | فرناندو روس | 6–2, 6–3      |
| الفوز   | 2.    | 1991  | سول المفتوحة, كوريا الجنوبية | صلبة    | جيف تارانغو | 6–4, 1–6, 7–6 |

### الزوجي (الألقاب 2, الوصافة 2)
| الحصيلة | الرقم | السنة | الدورة                              | الأرضية | الشريك              | المنافس                    | النتيجة       |
| ------- | ----- | ----- | ----------------------------------- | ------- | ------------------- | -------------------------- | ------------- |
| الفوز   | 1.    | 1988  | بطولة السويد المفتوحة للتنس، السويد | ترابية  | أودو ريجلوسكي       | ستيفان إدبرغ نيكلاس كرون   | 6–7, 6–3, 7–6 |
| الوصافة | 1.    | 1988  | تل أبيب, إسرائيل                    | صلبة    | ألكسندر مرونز       | روجر سميث بول ويكيسا       | 3–6, 3–6      |
| الفوز   | 2.    | 1989  | تل أبيب, إسرائيل                    | صلبة    | جيريمي بايتس        | ريكارد بيرغ بير هنريكسون   | 6–1, 4–6, 6–1 |
| الوصافة | 2.    | 1992  | تايبيه, تايوان                      | سجاد    | كريستو فان رينسبورج | ساندون ستول جون فيتزجيرالد | 6–7, 2–6      |

## روابط خارجية
- باتريك باور على موقع رابطة محترفي التنس (الإنجليزية)
- باتريك باور على موقع الاتحاد الدولي لكرة المضرب (الإنجليزية)
- باتريك باور على موقع خلاصة التنس.كوم (الإنجليزية)